# Ибрагим аль-Ассаф
Ибраги́м ибн Абду́л-Ази́з ибн Абдулла́х аль-Асса́ф (араб. إبراهيم بن عبد العزيز بن عبد الله العساف‎; род. 28 января 1949, Уюн эль-Джива, Саудовская Аравия) — саудовский государственный и политический деятель. Государственный министр и член Совета министров Саудовской Аравии с 23 октября 2019 года. Министр иностранных дел Саудовской Аравии с 27 декабря 2018 по 23 октября 2019 год. Министр финансов с 1996 по 2016 год.

## Биография

### Ранние годы и образование
Родился 28 января 1949 года в Уюн аль-Джива (Саудовская Аравия). Окончил Университет короля Сауда в Эр-Рияде, получив степень бакалавра экономики и политических наук в 1968 году. В 1971 году получил степень магистра экономики в Денверском университете (Колорадо, США). В 1981 году получил степень доктора экономических наук в Государственном университете Колорадо. С 1971 года преподавал в Военном колледже им. короля Абдул-Азиза в Эр-Рияде. В 1971—1982 годах был преподавателем экономики, а в 1982—1986 годах доцентом и заведующим кафедрой. В 1982—1983 годах был приглашённым лектором в Командно-штабном колледже.

## Карьера
В 1982—1986 годах являлся внештатным советником Саудовского фонда развития. С 1986 года по 1989 год был заместителем исполнительного директора Королевства Саудовская Аравия в Международном валютном фонде. В 1989—1995 годах был исполнительным директором Саудовской Аравии в исполнительном совете Группы Всемирного банка. С июня по октябрь 1995 года был вице-губернатором Валютного агентства Саудовской Аравии.
В 1995—1996 годах был государственным министром и членом Совета министров. В 1996—2003 годах являлся министром финансов и народного хозяйства.
С мая 2003 года по октябрь 2016 года был назначен министром финансов, а с октября 2016 года государственным министром.
В ноябре 2017 года Ибрагим аль-Ассаф был задержан вместе с десятками других высокопоставленных лиц страны по подозрению в коррупции. Его обвиняли в растрате бюджетных средств, выделенных на реконструкцию Заповедной мечети в Мекке, а также в махинациях с земельными угодьями. В конце 2017 года Ибрагим аль-Ассаф был освобожден. Он сохранил за собой должность министра.

### Министр иностранных дел Саудовской Аравии
С 27 декабря 2018 года он был назначен министром иностранных дел Саудовской Аравии до 23 октября 2019 года.
Ибрагим аль-Ассаф является членом совета директоров Saudi Aramco (с 1996 года), управляющим Исламского банка развития, управляющим Международного валютного фонда и Арабского валютного фонда.